# 1. etape af Post Danmark Rundt 2014
1. etape af Post Danmark Rundt 2014 er en 157 km lang etape. Der blev kørt den 6. august fra Hobro til Mariager. Etapen blev vundet af Magnus Cort, hvilket gav ham den gule førertrøje.
- Etape: 1. etape
- Dato: 6. august
- Længde: 157 km
- Rute: Rute: Hobro - Arden - Rold - Rebild- Skørping - Kongerslev - Øster Hurup - Hadsund - Assens - Mariager. Der afsluttes med 3 omgange à 6,2 km.